# Канонічний ансамбль (фізика)
Канонічний ансамбль - статистичний ансамбль, який описує закриту термодинамічну систему, яка може обмінюватися енергією, але не частинками із середовищем.
На відміну від мікроканонічного ансамблю до канонічного ансамблю входять не лише різні мікроскопічні стани, але й різні макроскопічні стани (різна енергія).

## Температура
Внаслідок обміну енергією із середовищем (термостатом) встановлюється рівновага. Умова 
рівноваги двох між тілом та середовищем записується в наступному вигляді 
{\displaystyle {\frac {dS}{dE}}-{\frac {dS_{th}}{dE_{th}}}=0}
де S - ентропія системи у макроскопічному стані з енергією 
E. Sth і Eth - відповідні величини для термостата. 
Оскільки відомо, що при контакті двох тіл їхні температури вирівнюються, то співвідношення 
{\displaystyle {\frac {1}{T}}={\frac {dS}{dE}}}
дає означення температури в статистичній фізиці. 
Виходячи з другого закону термодинаміки, який вимагає неспадання 
ентропії, у випадку контакту двох систем із різною температурою 
{\displaystyle \left({\frac {1}{T_{1}}}-{\frac {1}{T_{2}}}\right){\frac {dE_{1}}{dT_{1}}}>0},
і енергія завжди переходить від теплішого тіла до холоднішого. 

## Розподіл Гібса
До канонічного ансамблю входять мікроскопічні стани з різною енергією. Ймовірність реалізації даного конкретного стану з енергією En залежить лише від значення енергії й задається розподілом Гібса
{\displaystyle w_{n}={\frac {1}{Z}}e^{-E_{n}/k_{B}T}},
де Z - певна стала нормування, яка вираховується із тієї умови, щоб сума ймовірностей реалізації усіх мікроскопічних станів дорівнювала 1. 
{\displaystyle Z=\sum _{n}e^{-E_{n}/k_{B}T}}.
Z називається статистичною сумою.

## Вільна енергія
Вільна енергія Гельмгольца канонічного ансамблю визначається за формулою 
{\displaystyle F=-k_{B}T{\text{ln}}\,Z}.
Таким чином, розрахувавши статистичну суму Z, можна легко визначити усі термодинамічні 
характеристики тіла.

## Рівняння стану
Тиск у системі визначається через похідну від вільної енергії по об'єму V при сталій 
температурі 
{\displaystyle P=-\left({\frac {\partial F}{\partial V}}\right)_{T}}
Дана формула задає рівняння стану термодинамічної системи. 